# Kavalahalli, Dod Ballapur
Kavalahalli là một làng thuộc tehsil Dod Ballapur, huyện Bangalore Rural, bang Karnataka, Ấn Độ.